# Lympne
Lympne is een civil parish in het bestuurlijke gebied Folkestone & Hythe, in het Engelse graafschap Kent met 1575 inwoners.
In Lympne ligt het 13e-eeuwse Lympne Castle. Nabij het kasteel liggen de restanten van het Romeinse fort Stutfall Castle.